# Manhoac
El Manhoac, (en occità: Manhoac) és un parçan o comarca d'Occitània situat a la Gascunya. Està situat al nord de l'altiplà de Lanamesa. La seva vil·la principal és Castèthnau de Manhoac.
Segons la proposta de divisió territorial d'Occitània del diari Jornalet, basada en l'obra de Frederic Zégierman Le Guide des pays de France, el Manhoac estaria ubicat a la regió de la Gascunya, subregió de l'Armanyac.
Oficialment, les comunes del Manhoac estan adscrites administrativament al departament francès dels Alts Pirineus (nord-est), a la regió administrativa d'Occitània.

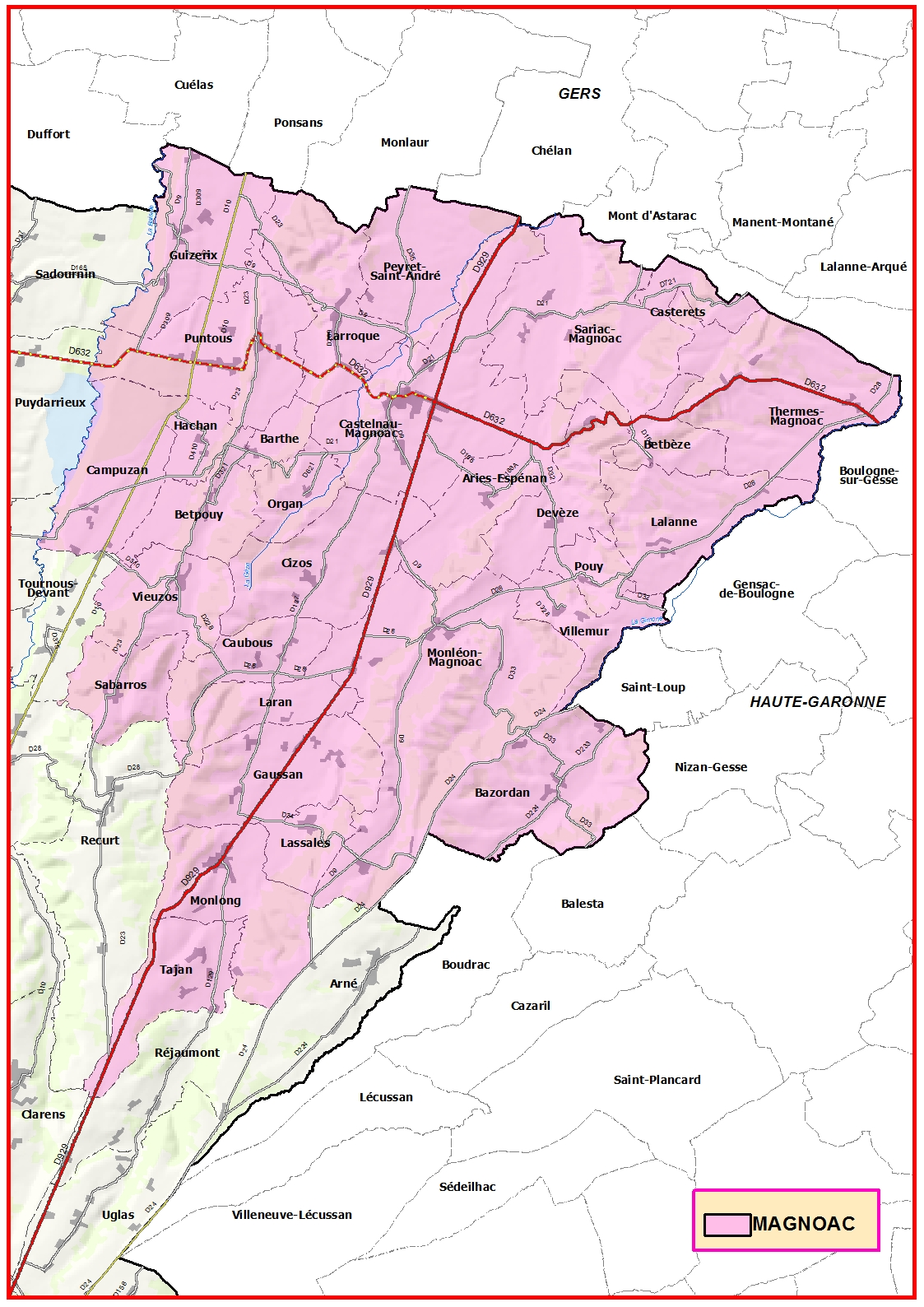